# Hermann Schuckmann
Hermann Schuckmann (* 16. Juli 1616 in Rostock; † 21. Juni 1686 in Güstrow) war ein deutscher lutherischer Theologe, Hochschullehrer und Rektor.

## Leben
Schuckmann war der älteste Sohn des Rechtswissenschaftlers und Konsistorialrats Heinrich Schuckmann und dessen erster Ehefrau Anna, geb. Stechow (1594–1635). Er studierte ab 1632 an der Philosophischen Fakultät der Universität Rostock, dann in Greifswald und ab 1642 erneut in Rostock, wo er am 8. Dezember unter Johann Huswedel zum Magister promoviert wurde.
Schuckmann war danach als Privatdozent tätig und wurde 1644 zum herzoglichen ordentlichen Professor der Theologie in Rostock berufen, begleitet von der Promotion zum Dr. theol. am 28. Juli 1645 unter Johann Quistorp d. Ä. und der Rezeption am folgenden Tag. Daneben wurde er 1645 auch zum Konsistorialrat ernannt. Er war mehrfach Prokanzler und 1650 und 1650/51 Dekan der Theologischen Fakultät sowie 1647, 1650 und 1653 Rektor der Universität. 1661 wurde er vom Herzog Gustav Adolf zum Oberhofprediger in Güstrow und Beichtvater ernannt. 1662 wurde er als Senior der Theologischen Fakultät in Güstrow ansässig. 1670 wurde er auch Superintendent des Güstrowschen Kreises und Erster Domprediger am Güstrower Dom. Zudem war er Präsident des vom Herzog angeordneten Kirchenrates und Präses in geistlichen und Kirchensachen.
Familie
Schuckmann war ab dem 25. Februar 1647 mit Margareta Lembke (1628–1676) verheiratet, der Tochter des Rostocker Ratsherrn Jakob Lembke und dessen Frau Anna Havemann. Der Ehe entstammten die Kinder:
- Heinrich (1648–1706), Jurist, Hofrat und Vize-Direktor der Justizkanzlei Rostock – ⚭ 1679 mit Katharina Schütze, der Tochter des Herzogl. Güstrower Geheimen Kammerrats Johann Albert Schütze.
- Johann (1651–1709), fürstlicher Kammersekretär – ⚭ 1689 mit Anna Margareta Friderici, der Tochter des Christoph Friderici, fürstlich mecklenburgischer Rat und Geheimer Sekretär.
- Anna (1653–1716) – ⚭ 1673 mit Franz Wolff (1644–1710), lutherischer Theologe.